# Microsoft FrontPage
Microsoft Frontpage 2003 sastavni je dio Microsoft Office 2003 paketa.
Ova programska aplikacija bazirana je na grafičkom komandnom sučelju kao i većina programa iz MS Office paketa. 
Frontpage je programska aplikacija pomoću koje možemo izraditi web stranicu te koja umjesto korisnika generira HTML kôd. 
Klikom na određene gumbe i podešavanjem određenih opcija u pozadini dokumenta generira se HTML kôd kojeg pretraživači (browseri) prepoznaju, a samim time i prikazuju u svom sučelju.

Prezentacije su u FrontPage-u organizirane zbirke datoteka koje se odnose na određene Web prezentacije. Internet je postao poznat kao globalna mreža, a pojedine lokacije na toj mreži su poznate kao Web lokacije. Većina Web lokacija sadrži prezentaciju sastavljenu od više Web strana. Kada želite posjetiti određenu Web lokaciju, upisujete samo njenu adresu u čitač, koji dalje obavlja posao.